# Perrysburg (Ohio)
Perrysburg è un comune degli Stati Uniti d'America nella Contea di Wood, nello Stato dell'Ohio. La città conta 17.042 abitanti (2007) e fa parte dell'area metropolitana di Toledo.
Perrysburg fu un importante centro commerciale dalla Guerra del 1812 in poi, creato dall'insediamento di alcune persone provenienti dai Grandi Laghi.

## Storia
La storia di Perrysburg iniziò durante la costruzione della Fortezza Meigs. Quando la Guerra del 1812 era ormai alle porte nell'Ohio nord-occidentale, nel febbraio 1813, venne costruita la fortezza da dei soldati sotto il comando del Generale William Henry Harrison. Harrison fu l'aide-de-camp del Generale Anthony Wayne, e fu eletto successivamente nono presidente di Stato. La costruzione fu chiamata Fortezza Meigs in onore del quarto Governatore dell'Ohio, Return Jonathan Meigs. La Fortezza Meigs fu costruita su un basso rilievo nei pressi del fiume Maumee, e fu progettata dall'ingegnere e militare Eleazer Wood, che diede il nome alla contea nella quale è situata. Due controverse battaglie contro i britannici furono combattute in questa fortezza durante la Guerra del 1812.
I primi abitanti della città che venivano dal lago Huron durante la Guerra del 1812 si insediarano ai piedi del rilievo sul quale era stata costruita la Fortezza Meigs. I primi documenti su Perrysburg risalgono al 26 aprile 1816, anno nel quale la città divenne un centro commerciale, più che altro di ovini.
Un'epidemia avvenuta nel 1854 decimò la popolazione e la città chiuse tutte le attività commerciali per due mesi in quell'estate. Andarono perse più di 100 persone.
Perrysburg è l'unica città negli Stati Uniti d'America, insieme a Washington, ad essere stata progettata dal Governo federale.

## Società

### Evoluzione demografica
Come afferma il censimento del 2000, a Perrysburg vivono 16.945 persone: 6.592 nuclei familiari e 4.561 famiglie. La densità di popolazione è di 733,5 persone per chilometro quadrato. La popolazione di Perrysburg si divide in 95,34% bianchi, 1,03% afroamericani, 0,10% nativi americani, 1,77% asiatici, 0,02% abitanti dalle isole pacifiche e 1,74% da altre razze. Le persone ispaniche o latinoamericane compongono solo il 2,05% della popolazione totale.
Ci sono 6.592 nuclei familiari, il 38% dei quali possiede un bambino con età inferiore ai 18 anni vivente coi genitori, 61,1% coppie senza figli, 6,3% vedovi o vedove e 30,8% single. Il 27,8% di queste persone non è fidanzata e il 14,2% vive da solo con un'età maggiore ai 65 anni.
Nella città le persone trasferite si suddividono in: il 29% delle coppie con figli sotto i 18 anni, il 5,6% dai 18 ai 24 anni, il 28,3% dai 25 ai 44 anni, il 24% dai 45 ai 64 e il 13% con più di 65 anni. L'età media nella città è di 38 anni. Per ogni 100 famiglie ci sono 92,7 maschi. Per ogni 100 famiglie con figli con oltre 18 anni ci sono 86,5 maschi.
Il reddito medio per un nucleo familiare nella città è di 62.237 dollari statunitensi e il reddito medio per una famiglia è di 75.651 dollari. I maschi hanno un reddito medio di 56.496 dollari e le femmine ne hanno uno medio di 31.401 dollari. Il reddito pro capite nella città è mediamente di 29.652 dollari. Circa l'1,5% delle famiglie e il 2,8% della popolazione sono sotto la linea di povertà, e l'1,7% di queste possiede bambini sotto i 18 anni e l'8.1% di queste è invece composta da persone con più di 65 anni.